# Diplurodes petras
Diplurodes petras là một loài bướm đêm trong họ Geometridae.